# Percy W. Nelles
L'Almirall Percy Walker Nelles, CB (7 de gener de 1892- 13 de juliol de 1951) va ser un oficial superior a la Royal Canadian Navy (RCN) i Cap de l'Estat Major de la Marina des de 1934 a 1944. Va supervisar la massiva expansió de la RCN i la transformació del Canadà en un dels majors contendents de la Batalla de l'Atlàntic. Durant el seu mandant els U-Boots van atacar el Golf de Sant Llorenç, com a resposta es va crear el Northwest Atlantic Command i la RCN va proveir el 40% de les escortes de l'Atlàntic Nord. La seva gestió de l'esforç de guerra va ser qüestionada i va ser apartat de la seva posició com a Cap de l'Estat Major de la Marina. El van enviar a Londres com a Senior Canadian Flag Officer Overseas (SCFO(O)) (Agregat Naval) i va coordinar les operacions de la RCN a l'operació Overlord. Es va retirar el gener de 1945 com a Almirall.

## Joventut
Es va allistar com a Cadet al Fishery Protection Service (Servei de Protecció de Pesca) al 1909. El 1910, amb la creació de la Royal Canadian Navy se'l va destinar al HMCS Niobe com a Midshipman.
Durant els pròxims deu anys, passaria del rang de Subtinent al de Capità i Adjunt de l'Estat Major de la Marina.

## Carrera Naval
A causa de la petita mida de la RCN, els oficials canadencs se'ls enviava a entrenar en vaixells més grans de la Marina Reial Britànica per obtenir experiència. El desembre de 1911, Nelles es va incorporar al cuirassat HMS Dreadnought. A principis de 1914, Nelles es va traslladar al creuer HMS Suffolk, que va ser assignat a l'estació d'Amèrica del Nord i de les Índies Occidentals amb seu a les Bermudes. A principis de 1914,El HMS Suffolk va ser enviat a protegir els interessos britànics a Mèxic durant la guerra civil. Amb l'esclat de la Primera Guerra Mundial, el HMS Suffolk va rebre l'ordre de protegir les rutes transatlàntiques de transport marítim patrullant entre Bermudes i Halifax, Nova Escòcia. Nelles va romandre a bord del creuer britànic fins a l'abril de 1917, quan va ser cridat a Ottawa, Ontario. Allà va exercir de Flag Lieutenant del primer cap de la RCN, l'almirall Sir Charles Kingsmill. El 1920, Nelles va ingressar al Royal Naval College, va ser ascendit a Liuetenant Commander. El 1922 va servir en diversos establiments de la Royal Navy durant els dos anys següents abans de tornar al Canadà el 1925.
L'agost de 1925 Nelles va tornar al Canadà i va ser ascendit a Commander i nomenat Cap de la Base Naval d'Esquimalt al desembre. Va tornar al Regne Unit el 1929. El 18 de març de 1930 va ser nomenat oficial executiu a bord del recentment renovat creuer de la classe Danae HMS Dragon. A mitjan 1930, el HMS Dragon va partir de Base Naval de Bermuda en una gira de tres mesos per les costes de l'Amèrica del Sud de l'Atlàntic i del Pacífic. Després d'haver arrodonit Cap Horn, el seu capità, L.H.B. Bevan, va morir inesperadament. Nelles llavors va assumir el comandament temporal del HMS Dragon. Després de consultar-ho amb l'Almirallat, Nelles va ser nomenat Capità en funcions i va continuar la gira del HMS Dragon, sent el primer oficial de la RCN a comandar un vaixell de la Royal Navy.
Nelles va tornar al Canadà el 1931. Degut als informes favorables dels seus comandants britànics després del creuer amb el HMS Dragon i de la seva antiguitat entre els oficials canadencs, el cap de l'estat major de la marina, el comandant Walter Hose, va recomanar a Nelles que fos el seu successor. Al maig, va ser nomenat Capità del nou destructor HMCS Saguenay de la RCN. També se'l va anomenar Cap de la Flotilla de Destructors, que comprenia quatre destructors. Nelles va romandre en la posició fins al 1933, quan va partir al Regne Unit per un període a l'Imperial Defense College. El 1933, Nelles va rebre el comandament de HMCS Stadacona, Base naval de la RCN a Halifax. El rang mínim per al càrrec de cap de l'Estat Major naval era el de Captain (Capità de Navili) i el Commodore Hose va recomanar a Nelles la promoció al rang el 1931. Tanmateix, a causa de les restriccions financeres imposades pel govern en aquell moment, Hose no va aconseguir que la promoció es fes efectiva. Nelles va ser finalment ascendit a Captain el gener de 1933 i va ser la primera persona en la història de la RCN que es va arribar a aquest grau. Nelles va ser nomenat cap de l'Estat Major Naval el desembre de 1933 i el juliol de 1934 va ser confirmat en el càrrec i va ser ascendit a Commodore. Nelles va ser ascendit a Rear Admirall el 1938.

## Segona Guerra Mundial
Com a cap de l'Estat Major de la Marina va supervisar l'expansió de la Royal Canadian Navy amb la construcció de nombrosos vaixells d'escorta a les drassanes canadenques, sobre dissenys britànics, pels combois a l'atlàntic nord i la creació del Northwest Atlantic Command per a coordinar la lluita antisubmarina com a resposta a les operacions d'u-boots a les costes del Golf de Sant Llorenç durant l'operació Paukenschlag de la Kriegsmarine. La RCN va proveir el 40% de les escortes de l'Atlàntic Nord durant la Batalla de l'Atlantic.
En els honors de l'Any Nou de 1943, el rei Jordi VI va nomenar Nelles com a company de l'Orde del Bany. Nelles va ser el màxim oficial de la Royal Canadian Navy fins al gener de 1944, moment en el qual va ser rellevat de les seves funcions pel ministre de Defensa Nacional del Servei Naval, Angus Lewis Macdonald, després de nombrosos conflictes sobre la gestió i formació dels oficials navals. En lloc de ser destituït públicament del càrrec, Nelles va ser traslladat a Gran Bretanya i va rebre el càrrec de Senior Canadian Flag Officer Overseas (SCFO(O)), una posició principalment administrativa amb poca participació en les operacions navals. En retirar-se de la RCN, Nelles va ser ascendit a Almirall.

## Retir
Nelles es va retirar a Victoria, Columbia Britànica. El maig de 1951 va emmalaltir i va morir el 13 de juny. Va deixar vídua i dos fills. Va ser enterrat a la mar des del HMCS Sault Ste. Marie.

## Condecoracions
- Company de l'Ordre del Bany – (Regne Unit) 1 gener 1943
- Legió del Mèrit - Grau de Comandant (Estats Units) – 3 augost 1946
- Legió d'Honor -Comandant (França) – 27 novembre 1946
- Creu de Guerra amb Palmes de Bronze (França) – 27 novembre 1946
- Reial Ordre Norueg de Sant Olaf, 1a classe (Noruega) – 1 desembre 1948